# Anna Weidel
Anna Weidel (ur. 25 maja 1996 w Kufstein) – niemiecka biathlonistka.
Po raz pierwszy na arenie międzynarodowej pojawiła się w 2015 roku, kiedy wystąpiła na mistrzostwach świata juniorów w Mińsku. Zajęła tam między innymi 3. miejsce w sztafecie.
W Pucharze Świata zadebiutowała 6 grudnia 2018 roku w Pokljuce, zajmując 66. miejsce w biegu indywidualnym. Pierwsze pucharowe punkty zdobyła 8 grudnia 2018 roku w tej samej miejscowości, gdzie w sprincie zajęła 10. miejsce.

## Osiągnięcia

### Mistrzostwa świata
| Rok  | Miejscowość | Konkurencje | Konkurencje | Konkurencje | Konkurencje | Konkurencje | Konkurencje | Konkurencje |
| Rok  | Miejscowość | IN          | SP          | PU          | MS          | RL          | MR          | SR          |
| ---- | ----------- | ----------- | ----------- | ----------- | ----------- | ----------- | ----------- | ----------- |
| 2023 | Oberhof     | 87.         | –           | –           | –           | –           | –           | –           |

### Mistrzostwa Europy
| Rok  | Miejscowość          | Konkurencje | Konkurencje | Konkurencje | Konkurencje | Konkurencje | Konkurencje | Konkurencje |
| Rok  | Miejscowość          | IN          | SP          | PU          | MS          | RL          | MR          | SR          |
| ---- | -------------------- | ----------- | ----------- | ----------- | ----------- | ----------- | ----------- | ----------- |
| 2018 | Ridnaun              | 43.         | 28.         | 34.         | nd.         | nd.         | –           | –           |
| 2025 | Martell-Val Martello | 20.         | 37.         | 23.         | nd.         | 1.          | nd.         | nd.         |

### Mistrzostwa świata juniorów
| Rok  | Miejscowość | Konkurencje | Konkurencje | Konkurencje | Konkurencje | Konkurencje | Konkurencje | Konkurencje |
| Rok  | Miejscowość | IN          | SP          | PU          | MS          | RL          | MR          | SR          |
| ---- | ----------- | ----------- | ----------- | ----------- | ----------- | ----------- | ----------- | ----------- |
| 2015 | Mińsk       | 19.         | 46.         | 34.         | nd.         | 3.          | nd.         | nd.         |
| 2017 | Osrblie     | 3.          | 12.         | 4.          | nd.         | 2.          | nd.         | nd.         |

### Puchar Świata

#### Miejsca w klasyfikacji generalnej
| Sezon     | Miejsce           |
| --------- | ----------------- |
| 2018/2019 | 63.               |
| 2019/2020 | niesklasyfikowana |
| 2020/2021 | 70.               |
| 2021/2022 | 52.               |
| 2022/2023 | 29.               |
| 2023/2024 | niesklasyfikowana |
| 2024/2025 | 69.               |

#### Miejsca na podium w zawodach indywidualnych Pucharu Świata chronologicznie
Weidel nigdy nie stanęła na podium indywidualnych zawodów PŚ.